# Chondrostereum purpureum
Il Chondrostereum purpureum (Pers.) Pouzar, 1959, comunemente conosciuto anche col sinonimo Stereum purpureum, è un fungo basidiomicete della famiglia Cyphellaceae. Causa il mal del piombo parassitario, così definito per distinguerlo dal mal del piombo non parassitario che è causato invece dalle alte temperature estive. Il mal del piombo parassitario è detto anche "mal del piombo precoce". 

## Descrizione
I carpofori del fungo erompono dalla corteccia di piante ormai molto deperite o morte. Rappresentano il metodo di diffusione del patogeno. Sono eretti a mensola, ben differenziati, coriacei e zonati. L'imenio è liscio, persistente, da purpureo a giallastro e origina basidi dai quali si formano basidiospore ialine, allungate o subcilindriche.

## Sintomatologia

### Foglie
Questa patologia provoca una colorazione metallica delle foglie, che assumono un aspetto argentato o piombato. Questo aspetto è dovuto alla dissoluzione dei composti pectici della lamella mediana, con la formazione di vaste aree lacunose e conseguente infiltrazione d'aria, causata dal distacco della cuticola dal tessuto sottostante. Successivamente le foglie si deformano diventando bollose, si ripiegano nel verso della parte superiore della lamina e cadono anticipatamente. Se vengono colpite precocemente, le foglie arrestano lo sviluppo e rimangono molto piccole. Tutti questi sintomi portano a conseguente riduzione dell'attività fotosintetica. 

### Rami, branche, tronco
I sintomi sulle foglie sono solo una conseguenza, un aspetto secondario della malattia in sé. L'argentatura è causata da sostanze fitotossiche prodotte dal fungo, che risalgono lungo lo xilema portandosi nelle foglie. Il fungo, infatti, è situato principalmente nel tronco, nelle branche e nei rami. Qui quest'ultimo porta ad alterazioni con conseguente necrosi dei tessuti, che assumono aspetto e consistenza stopposa (carie del legno). Questi tessuti sono soggetti a una progressiva perdita di funzionalità dei vasi xilematici e floematici che, quando raggiunge il suo culmine, può portare alla morte dell'intera pianta.

## Epidemiologia
Le basidiospore del fungo, formatesi sui carpofori emersi da piante ormai morte, vengono diffuse attraverso il vento. Queste, giungendo a contatto di una ferita vi penetrano per mezzo di un pro-micelio che si ramifica ripetutamente penetrando nelle cellule del legno e producendo le sopraccitate necrosi. La pianta reagisce producendo barriere gommose che però non sono molto efficaci per il contenimento del fungo. Il micelio, a un certo punto, si diffonde verso l'esterno, prorompendo dalla corteccia e producendo i carpofori.

Il decorso della malattia può essere cronico o acuto; nel primo caso i sintomi possono presentarsi con diversa intensità per vari anni, nel secondo caso, invece, la pianta avvizzisce e muore rapidamente senza riuscire nemmeno a mostrare i classici sintomi dell'argentatura sulle foglie.
La penetrazione radicale è piuttosto rara.

## Lotta
Non essendo disponibili principi attivi efficaci contro la malattia, la lotta si basa soprattutto su misure preventive.

È prima di tutto importante certificare la sanità del materiale di propagazione. Al momento della potatura è bene evitare eventuali vie d'entrata per il patogeno, applicando sulle ferite da taglio dei mastici contenenti fungicidi (derivati rameici, inibitori della sintesi dell'ergosterolo) o antagonisti microbici (Trichoderma spp.). Anche la distruzione mediante fuoco o derivati rameici dei carpofori può fungere da metodo di contenimento della diffusione del fungo.

In caso di presenza di piante infette nell'impianto è buona norma rimuoverne parti, o addirittura l'intera pianta, bruciandole prima che giung l'autunno, quando le condizioni di temperatura e umidità saranno favorevoli alla diffusione del patogeno.

Se si deve effettuare un reimpianto in un terreno in cui il fungo è presente, è necessario disinfettarlo con applicazioni di metam-sodio.

## Patologia umana
È stato riportato un singolo caso confermato di infezione umana da C. purpureum, in un uomo non immunocompromesso che ha maneggiato per lavoro materiale vegetale infetto. Il caso è stato risolto mediante trattamento con medicazione antifungina, ma la sua osservazione è un indice potenziale dell'esistenza, in precedenza sconosciuta, di una più ampia gamma di ospiti per questo patogeno.

## Tassonomia

### Sinonimi e binomi obsoleti
- Stereum purpureum Pers., Neues Mag. Bot. 1: 110 (1794)
- Thelephora purpurea (Pers.) Pers., Syn. meth. fung. (Göttingen) 2: 571 (1801) var. purpurea
- Thelephora purpurea (Pers.) Pers., Syn. meth. fung. (Göttingen) 2: 571 (1801)
- Stereum rugosiusculum sensu Rea [Brit. Basidio. p. 665 (1922)]; fide Checklist of Basidiomycota of Great Britain and Ireland (2005)
- Helvella lilacina Batsch [as 'Elvela'], Elench. fung. (Halle): 187 (1786)
- Thelephora lilacina (Batsch) Pers., Syn. meth. fung. (Göttingen) 2: 572 (1801)
- Thelephora purpurea var. lilacina (Batsch) Pers., Mycol. eur. (Erlanga) 1: 121 (1822)
- Stereum purpureum var. lilacinum (Batsch) Fr., Hymenomyc. eur. (Upsaliae): 639 (1874)
- Stereum purpureum f. lilacinum (Batsch) J. Schröt., in Cohn, Krypt.-Fl. Schlesien (Breslau) 3.1(25–32): 428 (1888)
- Stereum purpureum Pers., Neues Mag. Bot. 1: 110 (1794) var. purpureum
- Stereum purpureum Pers., Neues Mag. Bot. 1: 110 (1794) f. purpureum
- Auricularia persistens Sowerby, Col. fig. Engl. Fung. Mushr. (London) 3: tab. 388:1 (1803)
- Thelephora vorticosa Fr., Observ. mycol. (Havniae) 2: 275 (1818)
- Stereum vorticosum (Fr.) Fr., Epicr. syst. mycol. (Upsaliae): 548 (1838)
- Stereum lilacinum var. vorticosum (Fr.) Quél., Fl. mycol. France (Paris): 8 (1888)
- Stereum micheneri Berk. & M.A. Curtis, Grevillea 1(no. 11): 162 (1873)
- Phylacteria micheneri (Berk. & M.A. Curtis) Pat., Essai Tax. Hyménomyc. (Lons-le-Saunier): 119 (1900)
- Corticium nyssae Berk. & M.A. Curtis, Grevillea 1(no. 11): 166 (1873)
- Terana nyssae (Berk. & M.A. Curtis) Kuntze, Revis. gen. pl. (Leipzig) 2: 872 (1891)
- Stereum atrozonatum Speg., Anal. Soc. cient. argent. 9(4): 166 (1880)
- Stereum pergameneum Speg., Anal. Soc. cient. argent. 10(3): 81 (1880)
- Stereum argentinum Speg., Anal. Mus. nac. Hist. nat. B. Aires 6: 180 (1898)
- Stereum purpureum var. intricatissimum P. Karst., Acta Soc. Fauna Flora fenn. 27(no. 4): 13 (1905)
- Stereum intricatissimum (P. Karst.) Sacc., Syll. fung. (Abellini) 21: 387 (1912)
- Stereum purpureum var. atromarginatum W.G. Sm., Syn. Brit. Basidiomyc.: 405 (1908)
- Stereum ardoisiacum Lloyd, Mycol. Writ. 7(Letter 69): 1197 (1923)
- Stereum nipponicum Lloyd, Mycol. Writ. 7(Letter 72): 1273 (1924)